# Måltiden i Emmaus
Måltiden i Emmaus (italienska: La Cena in Emmaus) är en målning av den italienske barockkonstnären Caravaggio. Den målades 1601 och ingår sedan 1839 i samlingarna på National Gallery i London. En andra version målades omkring 1606 och är sedan 1939 utställd på Breragalleriet i Milano.

## Bakgrund till motivet
Målningen skildrar en episod ur Lukasevangeliet (24:13–35) som återger hur två lärjungar på tredje dagen efter korsfästelsen vandrade till byn Emmaus. På vägen anslöt sig en för dem okänd person. Framme i Emmaus stannade de vid ett värdshus för att äta. Målningen visar det dramatiska ögonblick när främlingen läser tackbönen, tar brödet, bryter det och ger åt lärjungarna. Det är hans sätt att välsigna måltiden som plötsligt får lärjungarna att inse att främlingen är den uppståndne Jesus. Deras förvåning är hisnande skildrad och kontrasterar till den stående värdshusvärdens oförstående min.

## Bilden
Caravaggios måleri utmärks av en dramatisk realism, stark motvilja mot idealisering och så kallad chiaroscuro, det vill säga starka kontraster mellan ljus och dunkel. Han var en kontroversiell målare som levde ett utsvävande liv som präglades av skandaler och år 1606 tvingades han fly Rom efter att ha begått ett dråp. Även hans konst ansågs kontroversiell och i Måltiden i Emmaus (Londonversionen) är Jesus porträtterad som en ung skägglös yngling med knubbiga kinder. Skuggorna bakom Jesus bildar en gloria. Lärjungarna är avbildade som enkla arbetare med slitna kläder; den vänstra har en trasig rock där den ljusa skjortan skymtar fram genom ett hål på armbågen vilket skapar en lysande högdager som tycks lyfta sig ur målningen. Den högra lärjungen sträcker ut armarna på ett sätt som påminner om korsfästelsen. Armarna är avbildade i stark förkortning vilket skapar en illusion av att händerna sticker ut från den plana duken. Den högra lärjungen bär ett musselskal på rocken som är pilgrimens emblem och har identifierats som Petrus. I Lukasevangeliet namnges dock bara den ena lärjungen som Kleopas medan den andra är namnlös.    
Stillebenet med frukter ger bibliska referenser – granatäpplet symboliserar törnekronan, de maskätna äpplena och skrovliga fikonen står för arvssynden och druvorna för nattvardsvinet som symboliserar Kristi blod. Caravaggio var en mästare i stillebenmåleri och särskilt fruktkorgar är vanligt förekommande i hans tavlor (Bacchus, Ung man med fruktkorg, Lutspelaren).

## Två versioner
Londonversionen målades för den romerske aristokraten och konstsamlaren Ciriaco Mattei(en) som var en av Caravaggios viktigaste mecenater och även beställde Judaskyssen och Johannes Döparen. Den ingick senare i kardinal Scipione Borgheses samling. Genom George Venables-Vernon, 5:e Baron Vernon(en) försorg hamnade den 1839 på National Gallery.
Milanoversionen innehåller en fjärde person, en kvinna. Den målades cirka 1606, strax efter konstnärens flykt från Rom, då konstnären troligen var bosatt hos don Marzio Colonna i Zagarolo. 